# 蒂萨乌格
蒂萨乌格，是匈牙利南部巴奇-基什孔州所辖的一个村，总面积25.04平方公里，总人口967，人口密度39人/平方公里（2005年）。地理坐标为46°51′N 20°04′E。